# 路易十六
路易十六（法語：Louis XVI；1754年8月23日—1793年1月21日），名路易-奥古斯特（Louis-Auguste），亦名路易·卡佩（Louis Capet），法兰西国王，1774年即位，1791年后君主头衔更改为法兰西人之王，1792年被废黜，并于次年1月21日被送上斷頭台。其父法兰西的路易为路易十五之子及继承人，但于1765年早逝；1774年，路易十六继承其祖父王位。
路易十六在其统治前期试图根据啟蒙時代理念对法国进行改革。这些举措包括试图废除農奴制和泰尔税，并对非天主教徒实行宗教宽容政策。法国贵族反对改革，并成功抑止了这些措施的推行。路易十六亦在其重商主义大臣安·罗伯特·雅克·杜阁支持下放松了对粮食市场的管制，但这一措施导致了面包价格的上升，加之这一时期粮食歉收，食物短缺最终引发民众暴动。1776年起路易十六开始积极支持北美的美國獨立戰爭，最终通过《巴黎條約》得以实现。
债务和财政危机导致旧制度愈发不得人心，最终促成了1789年法国三级会议的召开。法国中层阶级和下层阶级对法国贵族及法国君主专制愈发不满，路易十六及其王后玛丽·安托瓦内特则成为了这一制度的代表人物。1789年，巴黎发生动乱，巴士底狱被攻佔，法国大革命就此开始。
路易十六本性优柔寡断且具一定保守倾向，由此法国民众视其为旧制度暴政的象征，其受欢迎程度快速下滑。1791年6月的路易十六的出逃（君主立宪制建立四个月前）使民众愈发认为其希望借助法国大革命战争以保其政治地位，君主制的废除和共和制的建立愈显可能。
在第一次反法同盟交织之下，路易十六在1792年八月十日事件中被逮捕，一个月后（9月21日）君主立宪制被废除，法兰西第一共和国建立。国民公会对其进行审判，认定其犯背叛国家罪，并于1793年1月21日将是时的“公民路易－卡佩”（取至卡佩王朝创立者于格·卡佩；革命者认为卡佩当为路易的姓氏）送上斷頭台。路易十六为法国历史上唯一被处决的君主。

## 即位

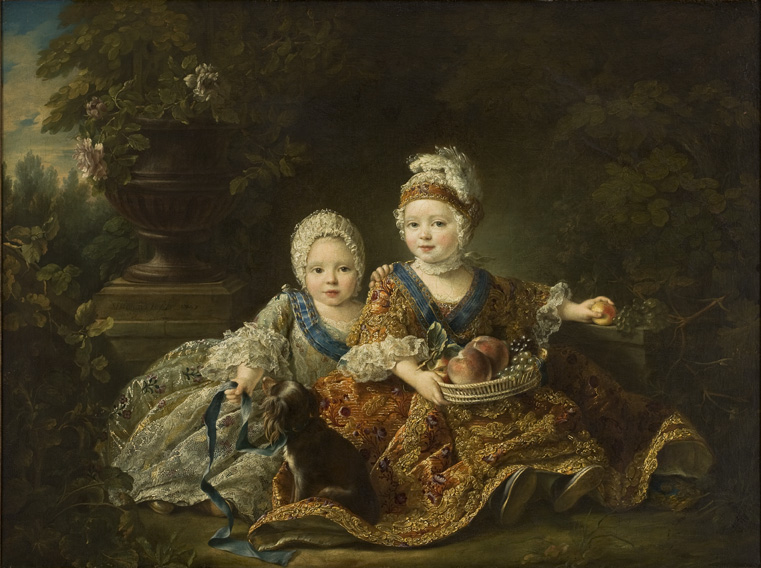
童年的路易十六與路易十八(1757年)

路易十六有一顆良好仁心與治國善念，但性格优柔寡断，即位后多次更換首相和部長，任由内阁内讧，从激进的改革到保守的节俭措施，政策沒有一定的連貫，但總的來說是朝向開明專制。18世纪80年代法国陷入财政危机后，更经常靠製鎖與打猎消磨時間，有些人因此稱他為「鎖匠國王」。
即位後，路易十六因為參與了1775-1783年的美國獨立戰爭（由忠心能幹的外交大臣夏爾·格拉維耶主導），欠下十數億里弗的國債，使得國債飆升至1787年的25億里弗（依照不同的計算方法，1788年已將近四十億里弗），面臨無力償債付息的困境。

## 法國大革命
1789年5月，在首席财政大臣雅克·內克爾等人的敦促下召开三级会议，以解決迫在眉睫的國債危機。人民正面看待國王召開三級會議，稱他為「好國王路易」（或翻成「賢明王路易」）。開會時，三個等級發生劇烈爭執，第三等级提出制宪要求，但路易態度猶豫不決，加上1788年酷寒的大天災與同時開放英國製造品造成的經濟崩潰，导致了同年7月14日法国大革命的爆发。路易被迫签署《人权宣言》，10月后被迫从凡尔赛宫遷居巴黎（凡爾賽婦女大遊行）。此後一直到1791年六月出逃前，路易都保持著高漲的民意支持度。公眾讚賞他願意放棄專制王權，並能夠配合人民的要求而退居為立憲君王；但是路易對於國民制憲議會所實施的激烈反教會政策，內心越來越不滿，因為他是個篤實虔誠的天主教徒，不願意看到反教會政策撕裂了教士與人民（當時許多外省農民支持當地教會，與巴黎的議會政府發生流血抗爭），於是他開始醞釀恢復有力的王權。

## 出逃失敗後被處決

路易十六被处死

1791年6月20日他化装成平民，全家一同乘马车出逃。结果被发现后押送回巴黎，扣押在杜伊勒里宫，從此法國公民（無套褲漢）開始敵視他。同年9月他批准宪法，自称“法兰西人的国王”。1792年4月法國对奥地利的哈布斯堡君主國宣战，8月10日巴黎眾人革命后他被捕，同年9月君主制被废除。
1793年1月16日－17日被国民公会判处死刑，1月21日被送上断頭臺。在處決的示眾遊行中，國王的神情保持著莊嚴，似已接受自己的命運。據大仲馬記載，當抵達斷頭台時，路易十六自己更換了衣服，隨即遭到綑綁後走上斷頭台。現場觀眾超越了兩萬人，卻沈默得沒有半點聲音。處刑前，他高聲向群眾發表了一個簡短的演說，表達他是為了莫須有的罪名而赴死，但被革命分子擊鼓壓過了他的聲音。他向附近的人說道自己將會原諒處死他的人，並向神祈求自己的鮮血不會二次落下法蘭西的土地。（指同樣的慘劇不會二次發生）語畢後，路易十六隨即被處決。他的友人，劊子手桑松，向群眾宣布了國王勇敢地走向了命運的盡頭，而群眾高聲歡呼。
路易十六之子一直被關押在圣殿塔，保皇派宣布父死子继，稱其為國王路易十七，然而年幼的他疾病纏身；路易十七在1795年6月8日夭折，得年十歲，經驗屍判定死因為結核病，葬在聖瑪格麗特公墓。路易十七死後，路易十六流亡國外的弟弟普羅旺斯伯爵路易·斯塔尼斯拉斯·格扎維埃宣布繼位，即後來的國王路易十八。

## 評價
1989年7月14日，法國慶祝革命200週年的慶典上，法國總統密特朗表示，“路易十六是個好人，把他處死是件悲劇，但也是不可避免的。”；路易十六被處死時，他在外省仍有頗高的支持度，大多數的法國農民仍然敬愛並遵奉他（法國農民占人口的八成以上），但是以巴黎為首的市民卻嚴重敵視並仇恨他，在觀賞處決時報以歡聲雷動，慶祝共和國的確立。如同马克西米连·罗伯斯庇尔所說的：「路易必須死，因為共和必須生」（Louis doit mourir, parce qu'il faut que la patrie vive）。

### 引用
1. ↑  1791年9月4日起其君主头衔为“法兰西人之王”。
2. ↑  陳文海，《法國史》（北京：人民出版社，2004），頁212
3. 1 2  R·R·帕尔默等著、孫福生等譯，《現代世界史（前篇）──從歐洲興起到1870年》（台北：五南，2012），頁401-403

## 外部連結
- 《大英百科全书》中的条目：Louis XVI（英文）
- Full text of writings of Louis XVI
- WorldCat 聯合目錄中路易十六的著作或與之相關的著作

| 路易十六 波旁王朝卡佩王朝的分支出生于：1754年8月23日逝世於：1793年1月21日 | 路易十六 波旁王朝卡佩王朝的分支出生于：1754年8月23日逝世於：1793年1月21日 | 路易十六 波旁王朝卡佩王朝的分支出生于：1754年8月23日逝世於：1793年1月21日 |
| 統治者頭銜                                                                | 統治者頭銜                                                                | 統治者頭銜                                                                |
| ------------------------------------------------------------------------- | ------------------------------------------------------------------------- | ------------------------------------------------------------------------- |
| 前任： 路易十五                                                           | 法蘭西和納瓦拉國王 1774年－1791年                                         | 空缺下一位持有相同頭銜者：路易十八                                        |
| 前任： 路易十五                                                           | 法蘭西人之王 1791年－1792年                                               | 空缺下一位持有相同頭銜者：路易-菲利普一世                                 |